# 10 ذو الحجة
- السبت
- الأحد
- الاثنين
- الثلاثاء
- الأربعاء
- الخميس
- الجمعة

- 2624 مايو 2025
- 2725 مايو 2025
- 2826 مايو 2025
- 2927 مايو 2025
- 128 مايو 2025
- 229 مايو 2025
- 330 مايو 2025
- 431 مايو 2025
- 51 يونيو 2025
- 62 يونيو 2025
- 73 يونيو 2025
- 84 يونيو 2025
- 95 يونيو 2025
- 106 يونيو 2025
- 117 يونيو 2025
- 128 يونيو 2025
- 139 يونيو 2025
- 1410 يونيو 2025
- 1511 يونيو 2025
- 1612 يونيو 2025
- 1713 يونيو 2025
- 1814 يونيو 2025
- 1915 يونيو 2025
- 2016 يونيو 2025
- 2117 يونيو 2025
- 2218 يونيو 2025
- 2319 يونيو 2025
- 2420 يونيو 2025
- 2521 يونيو 2025
- 2622 يونيو 2025
- 2723 يونيو 2025
- 2824 يونيو 2025
- 2925 يونيو 2025
- 126 يونيو 2025
- 227 يونيو 2025

10 ذو الحجَّة أو 10 ذو الحجَّة الحرام أو يوم 10 \ 12 (اليوم العاشر من الشهر الثاني عشر) هو اليوم الخامس والثلاثون بعد الثلاثمائة (335) من أيَّام السنة (أو السادس والثلاثون بعد الثلاثمائة لو كان شهر رمضان مُتممًا لليوم الثلاثين أو السابع والثلاثون بعد الثلاثمائة لو أتم كلًا من صفر وربيع الآخر وجمادى الآخرة وشعبان ورمضان ثلاثين يومًا) وفق التقويم الهجري القمري (العربي). يبقى بعده 19 أو 20 يومًا لانتهاء السنة.

## أحداث
- 138هـ - البيعة لعبد الرحمن الداخل «عبد الرحمن بن معاوية بن هشام» مؤسس الدولة الأموية بالأندلس، التي أشرقت بأنوار الحضارة والعلم والمدنية على أوروبا لقرون طويلة من الزمان، وظلت إنجازاتها العلمية والحضارية تهدي العلماء ورواد العلم والمعرفة عبر العصور.
- 340هـ - الفاطميون يردون الحجر الأسود إلى الكعبة بعد أن غيبه القرامطة عنها ثلاثًا وعشرين سنة.
- 1136هـ - لقاء السفير المغربي أمير البحار الحاج عبد القادر بيريز بجورج الثاني ملك بريطانيا العظمى في إطار العلاقات المغربية البريطانية.
- 1279هـ - الخديوي إسماعيل ينجح في الحصول على فرمان من الدولة العثمانية عرف باسم «فرمان مصر» يقضي بانتقال ولاية مصر من الأب إلى الابن الأكبر، وهو ما مهد الطريق لمحمد توفيق باشا ابن الخديوي إسماعيل لتولي الحكم في مصر.
- 1372هـ - الحزب الديمقراطي المغربي للأحرار بزعامة المولى إدريس يعلن تأييده لخلع الملك محمد الخامس، ومبايعة السلطان محمد بن عرفة.[1]
- 1409هـ - المخابرات الإيرانية تغتال سكرتير الحزب الديمقراطي الكردستاني عبد الرحمن قاسملو في فيينا.
- 1421هـ - أكثر من 35 حاجًا يلقون مصرعهم في مكة المكرمة إثر تدافع الحجاج.
- 1424هـ - 244 شخص على الأقل يموتون في حادث دهس بالأقدام نتيجة تزاحم الحجاج في السعودية.
- 1426هـ - السودان يصدر عملة جديدة باسم الجنيه بدلًا من الدينار.
- 1427هـ - إعدام الرئيس العراقي صدام حسين في فجر أول أيام عيد الأضحى.
- 1430هـ - سيولٌ هائلة تضرب منطقة الحجاز في السعودية خلال موسم الحج وتتسبب بمقتل 104 أشخاص وفقدان أكثر من 350 آخرين.

## مواليد
- 25هـ - شبيب بن يزيد بن نعيم الشيباني الحروري، رأس الخوارج بالجزيرة الفراتية.
- 237هـ إبراهيم الثاني بن أحمد الأغلبي تاسع ملوك الأغالبة
- 1238هـ - دانيال بليس، مبشر أمريكي ومؤسس الجامعة الأميركية في بيروت وأول رئيس لها.
- 1272هـ - إبراهيم بن محمد هادي الزنجاني، فقيه شيعي، سياسي وشاعر إيراني.
- 1314هـ - غلام رضا روحاني، شاعر إيراني.
- 1352هـ - نضال الأشقر، ممثلة لبنانية.
- 1353هـ - نبيل العربي، أمين عام جامعة الدول العربية، ووزير خارجية جمهورية مصر العربية في وزارة عصام شرف.
- 1363هـ - جابر خالد جابر الصباح، عسكري ووزير كويتي.
- 1402هـ - نواف المطيري، لاعب كرة قدم كويتي.
- 1403هـ - هدى صلاح، ممثلة تونسية مقيمة في الإمارات.

## وفيات
- 328هـ - محمد بن القاسم الأنباري، مقرئ ونحوي مسلم.
- 512هـ - ابن مندة الأصفهاني، إمام حافظ مسلم.
- 535هـ - أبو القاسم الطلحي، إمام محدث وأديب مسلم.
- 548هـ - الفضل بن الحسن الطبرسي، عالم شيعي إمامي.
- 558هـ - ابن مجبر، شاعر أندلسي.
- 1290هـ - ابراهيم الفتة، عالم مسلم حجازي عثماني.
- 1315هـ - أحمد آل طعان، رجل دين وفقيه ومرجع شيعي بحراني.
- 1342هـ - مصطفى لطفي المنفلوطي، أديب مصري.
- 1378هـ - فهد السالم الصباح، رئيس دائرة البريد والبرق والهاتف في الكويت.
- 1396هـ - محمد بابا عمر، فقيه وقارئ ومفتي الجزائر الأسبق.
- 1407هـ - عايدة هلال، ممثلة لبنانية مصرية.
- 1409هـ - عبد الرحمن قاسملو، سكرتير الحزب الديمقراطي الكردستاني.
- 1423هـ - علاء ولي الدين، ممثل مصري.
- 1427هـ - صدام حسين، رئيس العراق سابقا.
- 1431هـ - كمال الشاذلي، سياسي مصري.

## مناسبات
- أوَّل أيَّام عيد الأضحى عند المُسلمين، وهو أيضًا يوم النحر من أعمال الحج عند المسلمين والذي ترمى فيه جمرة العقبة الكبرى في منى ويذبح فيه الهدي ويتحلل الحاج من الإحرام التحلل الأصغر بعد حلق شعر الرأس أو تقصيره ويمكنه التحلل الأكبر بعد طواف الإفاضة في نفس اليوم.

## وصلات خارجية
- موقع قصة الإسلام: حدث في شهر ذو الحجَّة.